# Jennifer Ventimilia
Jennifer Ventimilia (Somerville (New Jersey), 20 mei 1966), geboren als Jeffrey Ventimilia en ook bekend als J.R. Ventimilia, is een Amerikaans scenarioschrijver. Ze heeft een geslachtsaanpassende operatie ondergaan.
Ventimilia werkt vaak samen met Joshua Sternin. Samen met Sternin schreef zij de afleveringen "'Round Springfield" en "Simpson Tide" voor de animatieserie The Simpsons. Ventimilia schreef mee aan het scenario van de speelfilm Surviving Christmas. Ze bedacht, eveneens samen met Sternin, de sitcom The Real O'Neals. Verder werkte zij kort aan Murphy Brown, That 70's Show en The Critic.